# Galy Galiano

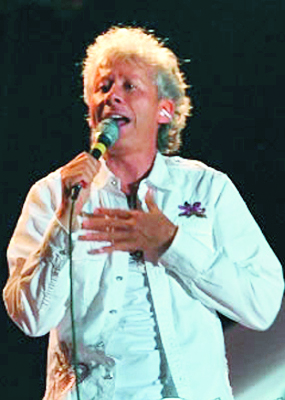
Galy Galiano

Galy Galiano (* 10. Februar 1958 in Chiriguaná, Cesar) ist ein kolumbianischer Musiker der Stilrichtungen Salsa, Ranchera, Balladen sowie traditioneller kolumbianischer Musik wie Vallenato und Cumbia.

## Werdegang
Galy Galiano stammt von der kolumbianischen Atlantikküste und wurde in Chiriguaná/Departamento Cesar geboren. In seinem späteren musikalischen Wirken hat er stets seine karibischen Wurzeln betont. Seine erste Musikgruppe war Los Diamantes del Cesar. Sie bestand überwiegend aus seinem Freundeskreis, der mit ihm zusammen in einem Elendsviertel lebte, und gehörte zu den lokalen Vallenato-Bands.
Später ging Galy Galiano nach Bogotá, um Musik zu studieren. Dort lernte er Ricardo Acosta kennen, welcher seine Musik aufnahm und produzierte. Sein Künstlername Galy Galiano wurde ihm von Acosta gegeben. 1981 nahm Galiano seine erste LP mit dem Titel Frío de ausencia auf, welche ihm in Guatemala die Auszeichnung Dama de Plata (deutsch: Silber-Dame) einbrachte und in Mittelamerika zur meistverkauften Platte wurde, bevor er in seiner Heimat Kolumbien erst bekannt wurde. Im Billboard Magazin hielt sich dieser Titel drei Monate lang auf Platz eins. Später wurde er mit Songs wie No Creo en Ti, Alma Solitaria, Miedo del Olvido, Igual que Ayer, En un pequeño motel, Lo tengo Decidido und Celoso in Lateinamerika als auch bei der hispanischen Bevölkerung der USA berühmt.
1991 hatte er mit Balladen wie La Quiero oder Cuanto La Extraño auch großen Erfolg in Mexiko und führte damit lange Zeit die Salsacharts an. 1992 kam sein Album Sólo salsa auf den Markt, das ebenfalls sehr erfolgreich war. Seine größten Erfolge in den USA, Mexiko, Zentralamerika, Venezuela, Ecuador und Kolumbien waren Hits wie La Cita, Qué Te Aleja de Mí oder Te Olvidaste de Mí.
Sein mit bekanntestes Lied ist La Cita, welches in der Stilrichtung Salsa Erótica richtungsweisend wurde.
1994 gewann Galy Galiano in Venezuela für das meistverkaufte Album die Auszeichnung Premio Ronda. Im gleichen Jahr wendete sich Galiano mit der Produktion „Amor de Primavera“ wieder der Thematik der Balladen zu. Dieses Album verkaufte sich mehr als 400.000-mal. 1996 produzierte Galiano Lieder der Stilrichtung Ranchera und verkaufte 500.000 Tonträger seines Werkes Me bebí tu recuerdo. In der Periode zwischen 1997 und 1998 folgten weitere ähnliche melancholische Titel wie Bebiendo para olvidar und No volveré a casarme, welche ihm sowohl nationale als auch internationale Erfolge einbrachten. Galy Galiano hatte unter anderem Plattenverträge bei Sony/BMG und RCA.

## Stil und Bedeutung
Galy Galeano hatte mit seinem Song La Cita einen der großen Erfolge seiner Zeit im Musikstil der Salsa Erótica. La Cita handelt von einem heimlichen Stelldichein im Motel, den Motiven Untreue und Betrug. Ein ähnliches Thema behandelte Galiano in seinem Lied En un pequeño motel.

## Diskografie
- Los Clasicos De Galy Galiano  (1992)
- Romantico Y Salsero (1994)
- Sin Fronteras (1994)
- Amor De Primavera (1994)
- Me Bebi Tu Recuerdo (1996)
- Cartelera Salsera Milton: Cesar vs. Galy Galiano (1997)
- Mí Son Latino (1997)
- Deseos (1997)
- Bebiendo para Olvidar (1997)
- Serie Platino (1998)
- No Volvere A Casarme (1998)
- 15 Canciones Favoritas (2003)
- Originales (20 Exitos) (2005)
- Lo Esencial Galy Galiano (2007)
- 10 de Colección (2008)